# دال پشت‌سفید آفریقایی
دال پشت‌سفید آفریقایی (نام علمی: Gyps africanus) نام یک گونه از سرده دژکاک است.